# Брукстон (Міннесота)
Брукстон (англ. Brookston) — місто (англ. city) в США, в окрузі Сент-Луїс штату Міннесота. Населення — 118 осіб (2020).

## Географія
Брукстон розташований за координатами 46°51′55″ пн. ш. 92°36′8″ зх. д. / 46.86528° пн. ш. 92.60222° зх. д. (46.865378, -92.602324).  За даними Бюро перепису населення США в 2010 році місто мало площу 1,42 км², уся площа — суходіл.

## Демографія
Згідно з переписом 2010 року, у місті мешкала 141 особа в 38 домогосподарствах у складі 27 родин. Густота населення становила 100 осіб/км².  Було 39 помешкань (28/км²).
Расовий склад населення:
| - 74,5 % — білих - 14,9 % — корінних американців - 7,1 % — чорних або афроамериканців |

До двох чи більше рас належало 3,5 %. Частка іспаномовних становила 0,0 % від усіх жителів.
За віковим діапазоном населення розподілялося таким чином: 21,3 % — особи молодші 18 років, 58,1 % — особи у віці 18—64 років, 20,6 % — особи у віці 65 років та старші. Медіана віку мешканця становила 40,3 року. На 100 осіб жіночої статі у місті припадало 171,2 чоловіків;  на 100 жінок у віці від 18 років та старших — 170,7 чоловіків також старших 18 років.
Середній дохід на одне домашнє господарство  становив 54 959 доларів США (медіана — 46 250), а середній дохід на одну сім'ю — 59 600 доларів (медіана — 68 750). За межею бідності перебувало 37,0 % осіб, у тому числі 35,7 % дітей у віці до 18 років та 0,0 % осіб у віці 65 років та старших.
Цивільне працевлаштоване населення становило 42 особи. Основні галузі зайнятості: освіта, охорона здоров'я та соціальна допомога — 42,9 %, будівництво — 19,0 %, фінанси, страхування та нерухомість — 11,9 %, мистецтво, розваги та відпочинок — 7,1 %.